# Гонка Формулы-E в Мизано
Гонка Формулы-Е в Мизано (англ. Misano E-Prix) — один из этапов соревнования среди одноместных электрических автомобилей чемпионата мира Формулы-E. Впервые был проведён в 2024 году на трассе Мизано, Италия.

## История
Гонка Формулы-E в Мизано стала заменой гонки в Риме. Решение о переносе гонки с городской трассы Рима было принято после крупной аварии во время первой гонки в 2023 году. В качестве вариантов замены рассматривались трассы Валленлунга, Имола и Мизано. 22 ноября 2023 года было объявлено, что гонки двойного этапа в Италии пройдут на трассе Мизано. Трасса для гонки была представлена 23 февраля 2024 года.

## Трасса
Для Формулы-E была создана специальная конфигурация трассы длинной 3,382 км и с 14-ю поворотами.

## Победители
| Сезон   |         | Дата проведения | № | Гонщик          | Команда                          | Трасса | Отчёт |
| ------- | ------- | --------------- | - | --------------- | -------------------------------- | ------ | ----- |
| 2023—24 | Гонка 2 | 14 апреля 2024  | 2 | Паскаль Верляйн | TAG Heuer Porsche Formula E Team | Мизано | Отчёт |
| 2023—24 | Гонка 1 | 13 апреля 2024  | 1 | Оливер Роуленд  | Nissan Formula E Team            | Мизано | Отчёт |